# Erik Ahlström
Erik Olof Magnus Ahlström, född 17 december 1877 i Malmö Sankt Petri församling, död 22 juli 1949 i Hedvig Eleonora församling, Stockholm, var en svensk läkare.

## Biografi
Ahlström avlade studentexamen i Malmö 1895, studerade därefter vid Karolinska institutet, där han blev medicine kandidat 1900, medicine licentiat 1905 och medicine doktor 1909 på avhandlingen Über die Gallertkystome der Ovarien und die bei Ruptur derselben auftretenden gallertigen Veränderungen des Bauchfells: s.g. Pseudomyxoma peritonei.  Han blev 1910 docent och 1919 professor i obstetrik och gynekologi vid nämnda institut samt överläkare vid avdelningen för obstetrik och gynekologi vid Sabbatsbergs sjukhus (vilken 1940 flyttades till Karolinska sjukhuset) och Allmänna barnbördshuset. 
Ahlström, som verkade i sin lärare Mauritz Salins fotspår, var en flitig vetenskaplig författare och publicerade en mängd artiklar inom sina ämnen i olika medicinska tidskrifter. De viktigaste artiklarna rörde ovarialcystom och myom. Han var 1931–1949 huvudredaktör för tidskriften Acta obstetricia et gynecologica Scandinavica.
Han var från 1908 till sin död gift med Ingrid Kreuger (1877–1973), dotter till Ernst August Kreuger samt syster till Ivar och Torsten Kreuger. Makarna Ahlström är begravda på Norra begravningsplatsen utanför Stockholm.